# Château de Tanlay
Le château de Tanlay est un château Renaissance classé monument historique situé à Tanlay dans l'Yonne, en Bourgogne-Franche-Comté.

## Histoire

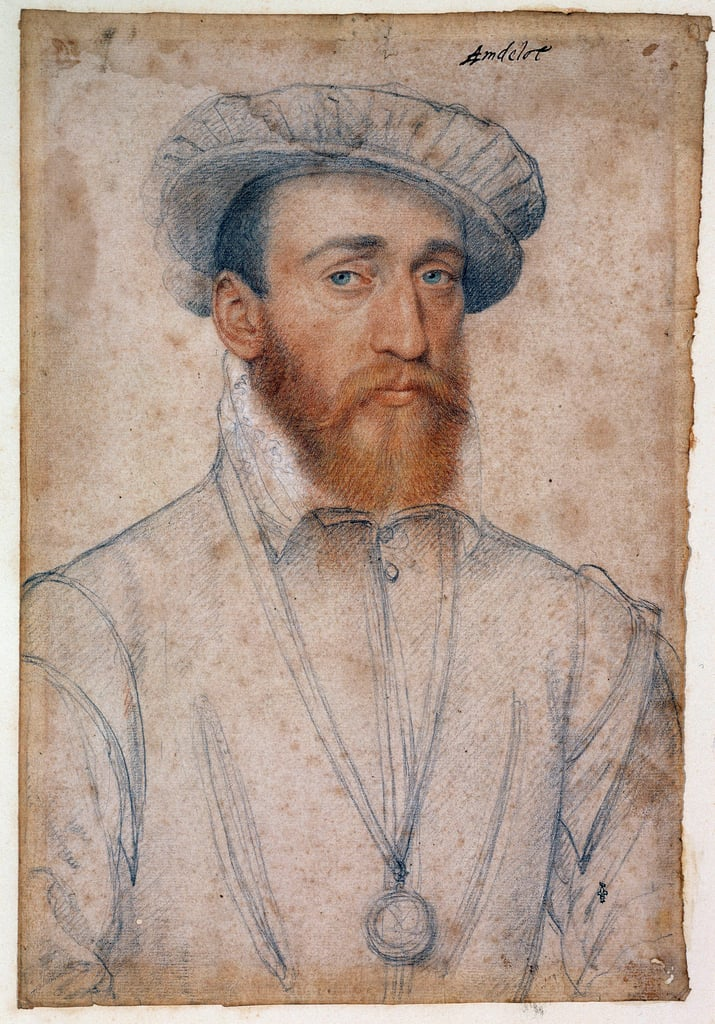
François de Coligny d'Andelot

Tanlay se situe juste à l'est de Tonnerre et à une vingtaine de km au nord-nord-est de Noyers. Les Courtenay de la première Maison sont dits sires de Tanlay tout à la fin du XIe siècle, par le mariage de Miles de Courtenay avec Ermengarde de Nevers, fille de Renaud II comte de Nevers, d'Auxerre et de Tonnerre, qui tenait certainement Tanlay de ses ancêtres les comtes de Tonnerre.  
Aux XIIIe et XIVe siècles, la terre de Tanlay, et sa forteresse appartiennent à la Maison capétienne de Courtenay (cf. Guillaume de Courtenay, né vers 1172- † vers 1233/1248, fils puîné de Pierre de France et d'Elisabeth, dame de Courtenay (première Maison)). Or la femme de Guillaume, Adeline de Noyers († vers 1222/1229 et mariée en 1204 ; fille de Clarembaud de Noyers et d'Ada de Montmirail), est dite dame de Tanlay : si c'est de son propre chef et non en douaire de son mari, cela signifie que les Noyers avaient aussi des droits sur Tanlay (on a évoqué un peu plus haut la proximité géographique). Une descendante de Guillaume et Adeline, l'héritière Jeanne Ire de Courtenay-Tanlay (1377-† 1404 sans postérité de ses deux mariages ; fille d'Etienne de Courtenay-Tanlay), lègue Tanlay et Ravières à sa tante, Jeanne II (1354-1404), la sœur d'Etienne, dame de St-Vinnemer, ainsi qu'à la postérité de cette dernière qui avait épousé en 1° noces (1375) Jean II de Chamigny, seigneur de Sautour (Beugnon et Neuvy-Sautour) et de Wideville († vers 1390/1404 ; fils du vice-amiral de France Jean Ier de Chamigny). 
Jeanne de Courtenay et Jean de Chamigny eurent deux fils : Gaucher de Chamigny continua les sires de Sautour, et Pierre de Chamigny ceux de Tanlay et St-Vinnemer. Pierre maria en 1411 Jeanne de Montmort : parmi leurs enfants, Edme de Chamigny épousa Isabeau de Brimeu et Ligny, d'où Philiberte de Chamigny, femme de Philippe de Courcelles de St-Liébault : leurs trois enfants Edme, Georges et Catherine de Courcelles n'ayant pas de postérité légitime, la succession passa à la descendance de leur grand-tante Catherine de Chamigny, la sœur d'Edme de Chamigny. Catherine de Chamigny était la femme (x 1453) de Blain/Blénet de Beaujeu du Colombier de Montcoquier d'Asnois (issu des Beaujeu ? ; † vers 1469/1475), et la mère de Loup de Beaujeu-Montcoquier, lui-même père de Catherine de Beaujeu-Montcoquier qui réunit donc toute la terre de Tanlay et épousa en 1496 Louis de Salazar (fils de Jean, d'où postérité). Mais le 3 avril 1535 (on trouve aussi 1533), Catherine vendit Tanlay et Ravières à Louise de Montmorency, la maréchale de Coligny.
Au début du XVIe siècle débute la construction d'un nouveau château, sur les fondations de l'ancienne forteresse. En 1533/1535, Tanlay échoit donc par acquisition à Louise de Montmorency (1496-1547), sœur du connétable Anne de Montmorency et veuve du maréchal Gaspard de Coligny. C'est son plus jeune fils, François de Coligny d'Andelot, qui entreprend la construction du grand château, de 1550 à 1568 et le petit château à partir de 1558. Il reçoit pour cela le soutien financier de son frère, Gaspard de Coligny.
Pendant les heures sombres des guerres de religion son frère Gaspard, amiral de Coligny, choisit Tanlay pour réunir les chefs protestants. Le prince Louis Ier de Condé y séjourne fréquemment, son château de Noyers étant voisin de Tanlay.
François d'Andelot meurt en 1569, laissant le projet inachevé. Son gendre Jacques Chabot, marquis de Mirebeau et petit-fils de l'amiral Philippe Chabot, poursuit les travaux avec la Tour de la Ligue, la Tour Coligny et achève le petit château (1610).

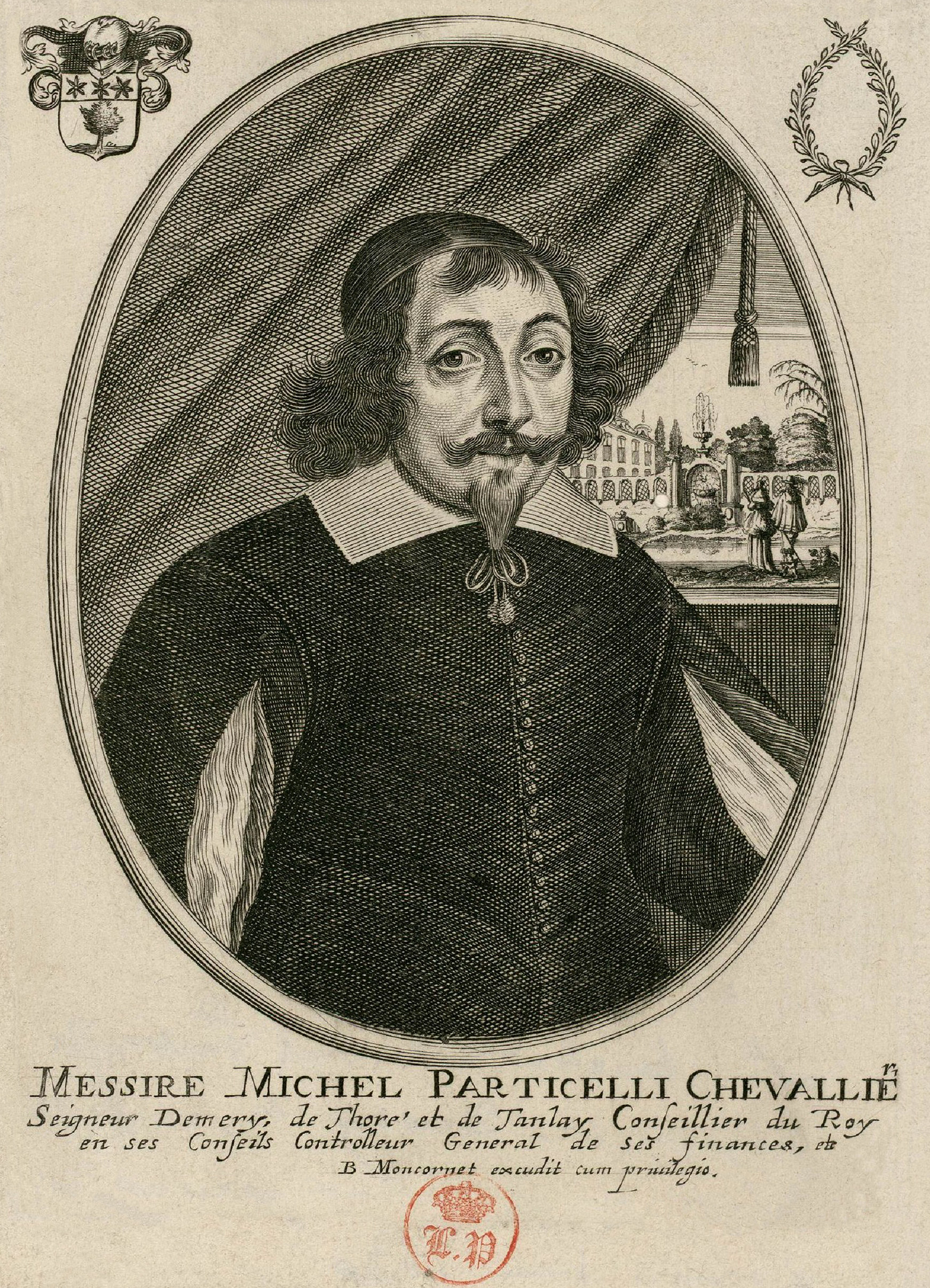
Michel Particelli d'Émery

En 1635, la seigneurie passe par mariage à Claude Vignier, président à mortier au Parlement de Metz, intendant de Châlons, aussi seigneur de St-Liébault et de Villemor, † 1648 : il avait épousé en 1635 Catherine Chabot de Mirebeau († 1662), fille de Jacques Chabot. En 1642, il revend Tanlay à un proche de Mazarin : le surintendant des finances Michel Particelli d'Émery. Celui-ci charge l'architecte Pierre Le Muet d'achever les travaux. Entre 1642 et 1650, il fait élever l'aile droite du bâtiment, selon un plan symétrique en U qui encadre la cour d'honneur. Il travaille sur les façades du corps de logis principal et sur la décoration des appartements. Face au château, il construit des communs, dans un style classique et régulier. Des travaux importants sont menés dans le parc, afin d'aménager un canal et d'entourer le château par des douves.
Après 1650 le gendre de Particelli, Phelypeaux de la Vrillière (1599-1681) recueille Tanlay, qui est érigé en marquisat en sa faveur par Louis XIV en mars 1671, puis est suivi par son fils Balthazar (1638-1700), père de Louis (1672-1725).
En 1704, Louis II Phélypeaux vend Tanlay à Jean Ier Thévenin l'Aîné (né en 1647-† en 1708 ; fils de Pierre Thévenin et de Jeanne de La Chaize), secrétaire du roi, gouverneur de Saint-Denis, confirmé comme marquis de Tanlay en mars 1705. Il fut suivi par son fils Jean II († 1710) et son petit-fils Jean III Thévenin de Tanlay († âgé de 9 ans en 1711). Les deux sœurs de Jean III, Jeanne-Louise et Anne Thévenin, n'héritèrent pas car la succession du marquisat devait se faire en lignée mâle. Jean Ier avait un frère cadet, Jean Thévenin le Jeune  († 1729), et c'est le fils de ce dernier, Jean IV Thévenin de Tanlay († 1776), donc le neveu de Jean Ier, qui succéda ; il fut confirmé comme marquis de Tanlay en juin 1755, et le château appartient encore à ses descendants.
En 1963, le château sert de lieu de tournage pour le premier volet de la saga "Angélique, marquise des anges" (avec Michèle Mercier et Robert Hossein). Dans le film, il est la demeure du comte de Peyrac, époux d'Angélique.
Le 20 décembre 1994, le château et certains éléments de son environnement sont classés au titre des monuments historiques. Depuis 1998, le Centre d'art de l'Yonne organise ses expositions dans les communs du château de Tanlay.

## Description

### Ancienne forteresse duXIIIesiècle
À l'époque des ducs de Bourgogne, le château de Tanlay est une véritable place forte. Charles le Téméraire la qualifie à l'époque de « place de guerre assise en frontière de plusieurs terres et l'une des plus importantes de Bourgogne ».

### Château duXVIesiècle

#### Architecture

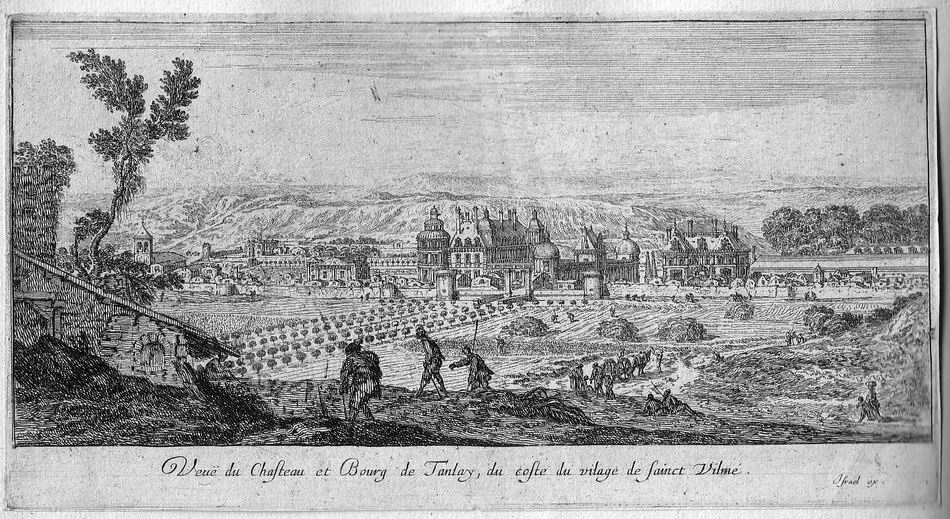
Par Israël Sylvestre, XVIIe siècle.

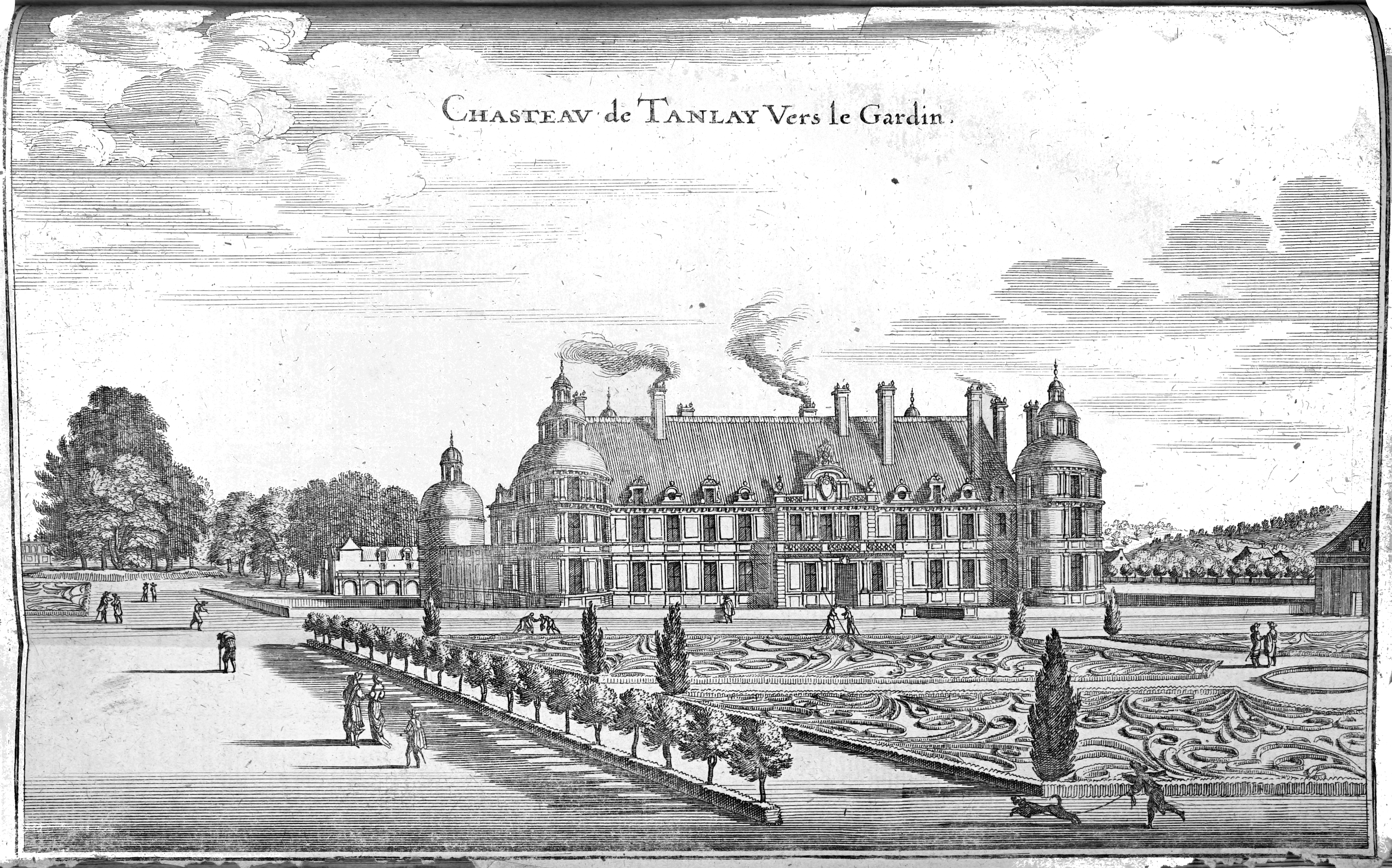
Dans Topographia Galliæ, XVIIe siècle.

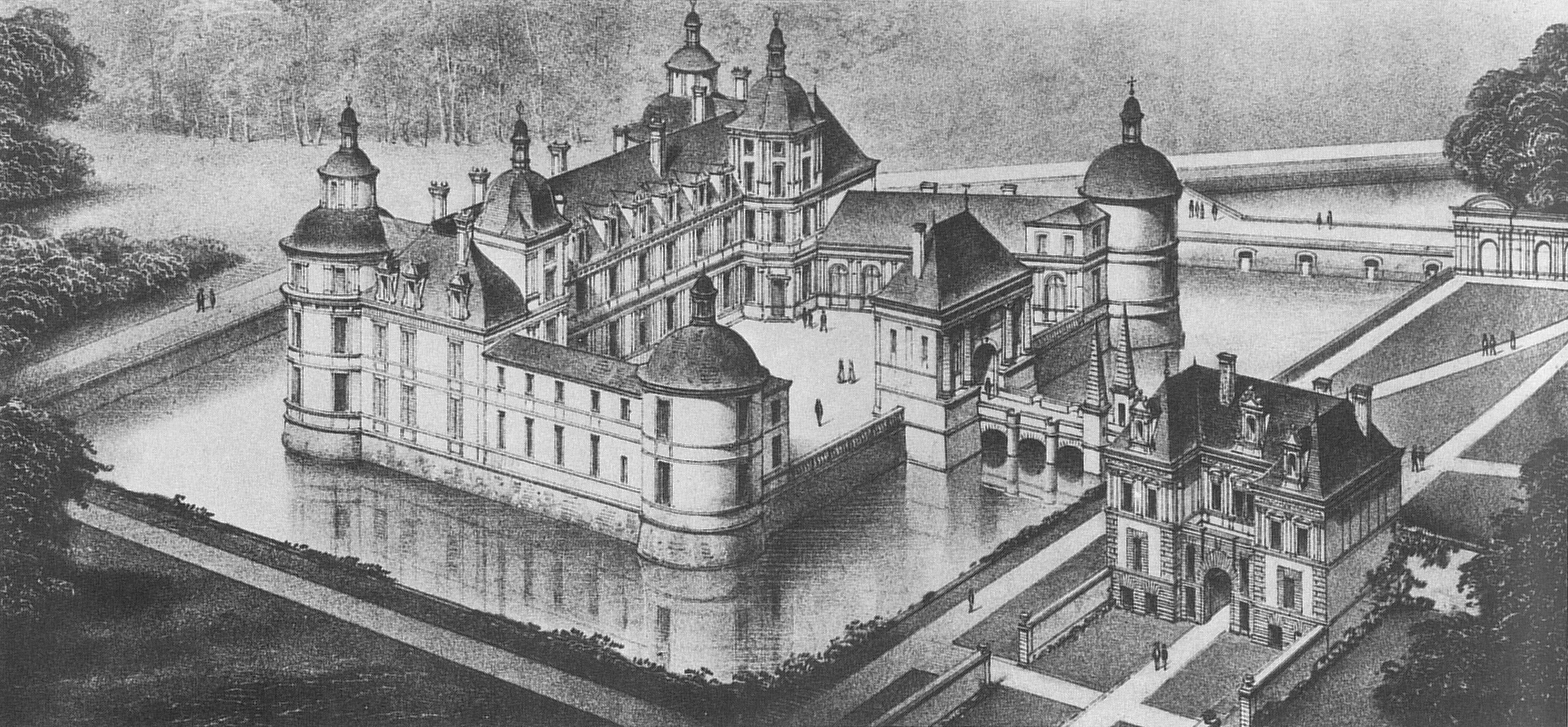
Dessin du château de Tanlay au XIXe siècle.

Le château de Tanlay, édifié aux XVIe siècle et XVIIe siècle, entouré de douves, est représentatif du style de la Renaissance française. Certains détails d’architecture, comme les pyramides sur le pont d’accès, le mur entourant la Cour verte, la Galerie des Césars et le Nymphée, sont imprégnés du goût italien.

#### Extérieur
Le bâtiment d'entrée, appelé le Petit Château, est une porte triomphale d'un étage avec des combles aménagés. Au-dessus de la porte subsistent les rainures du pont-levis. Il donne accès à la Cour verte. Cette cour est fermée sur trois côtés par un haut mur décoré d'une arcature aveugle. Une porte ornée d'une tête de cheval donne sur les écuries ; une autre porte ornée de fleurs donne sur le jardin. Le quatrième côté fait face au château, auquel on accède par un pont précédé de deux obélisques de pierre.
Le Grand Château occupe les trois côtés d'un quadrilatère entouré de douves. L'architecte initial pourrait en être Bertrand de Cazenove, de Saint-Florentin. On accède à la cour par la porterie construite par Le Muet. En face s'élève le corps de logis principal, bâtiment d'un étage flanqué de chaque côté par deux courtes ailes que prolongent deux bâtiments de moindre hauteur. Les ailes sont fermées par deux tours rondes à la toiture en dôme surmonté d'un lanternon. À l'arrière du corps principal, côté parc, deux hautes tours couvertes d'un dôme et de deux lanternons superposés occupent les autres sommets du quadrilatère.
La façade, avec ses sept travées rythmées de pilastres, pourrait être du XVIe siècle. Elle est surmontée d'une toiture avec des lucarnes rectangulaires ou en œil-de-bœuf. Au-dessus de la porte se trouve un cartouche portant les initiales de Michel Particelli d'Émery.

#### Intérieur

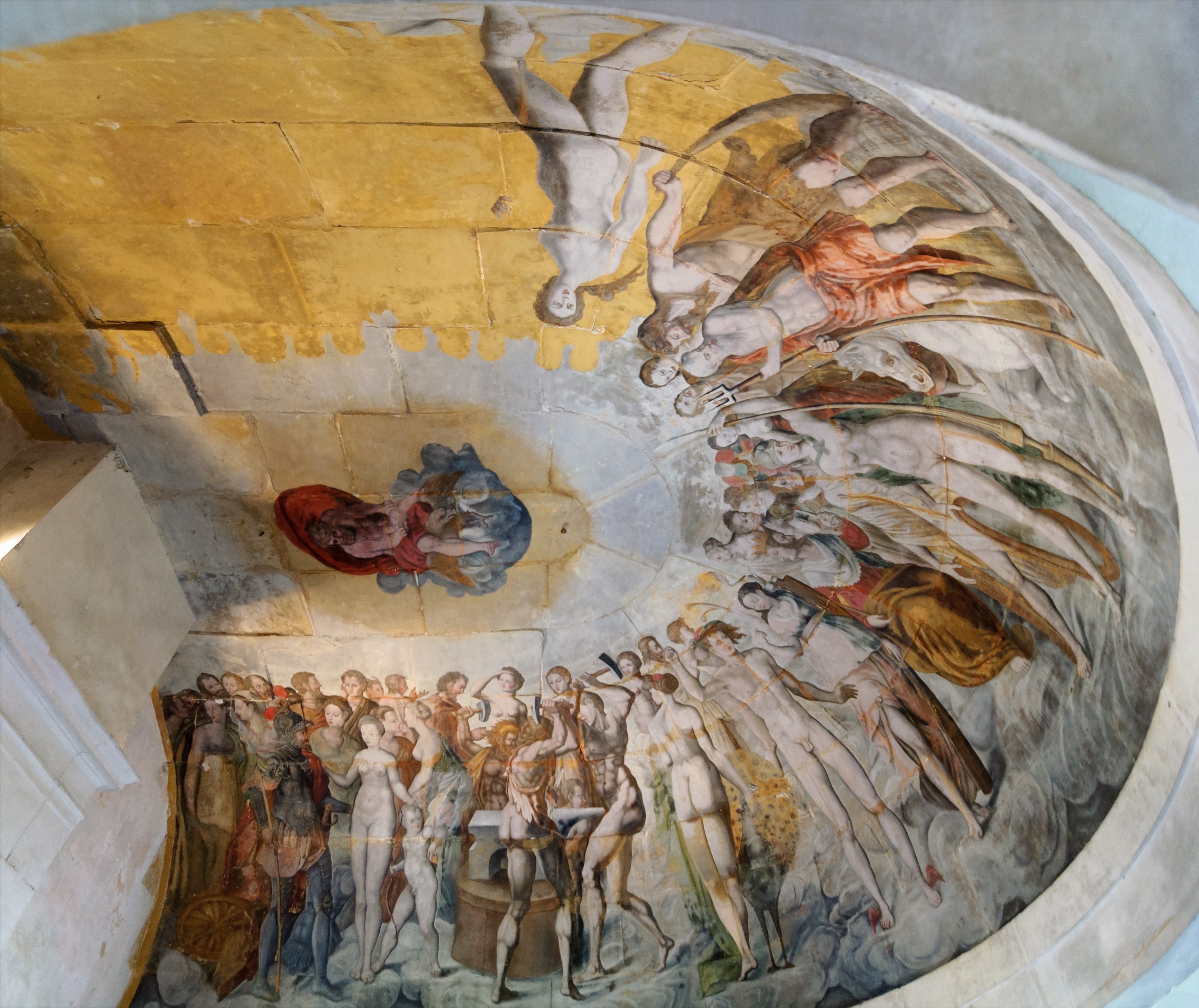
Fresques de la tour de la Ligue

On entre dans un grand vestibule, dit des Césars, œuvre de Le Muet. On accède à un petit, puis à un grand salon, aux boiseries marquées MPH et à la cheminée monumentale.
À l'étage se trouve la galerie d'apparat longue de 21 m, avec un plafond en berceau et des murs couverts de peintures en trompe-l'œil.
La tour de la Ligue aurait accueilli les assemblées des chefs protestants. La voûte de la salle basse est peinte d'un décor pompéien, dont les attributs marins permettent de penser qu'elle avait pu servir de cabinet de travail à l'amiral de Coligny. Les fresques de la voûte en coupole de l'étage supérieur représentent des personnages de la cour de France, sous les traits de dieux de l'Olympe.
La tour de la Chapelle, construite au XVIe siècle, a été aménagée au siècle suivant par Le Muet. Il a édifié une chapelle carrée dans le plan circulaire de la tour, éclairée par une haute baie cintrée.

##### Parc
Du parc tracé par Pierre Le Muet subsiste le grand canal, long de près de 530 m. Il est alimenté par un très beau nymphée Renaissance.
Chaque été se tiennent dans les communs des expositions d'art contemporain.
Le parc du château fait l’objet d’un classement au titre des monuments historiques depuis le 27 décembre 1927.

## Galerie d'images

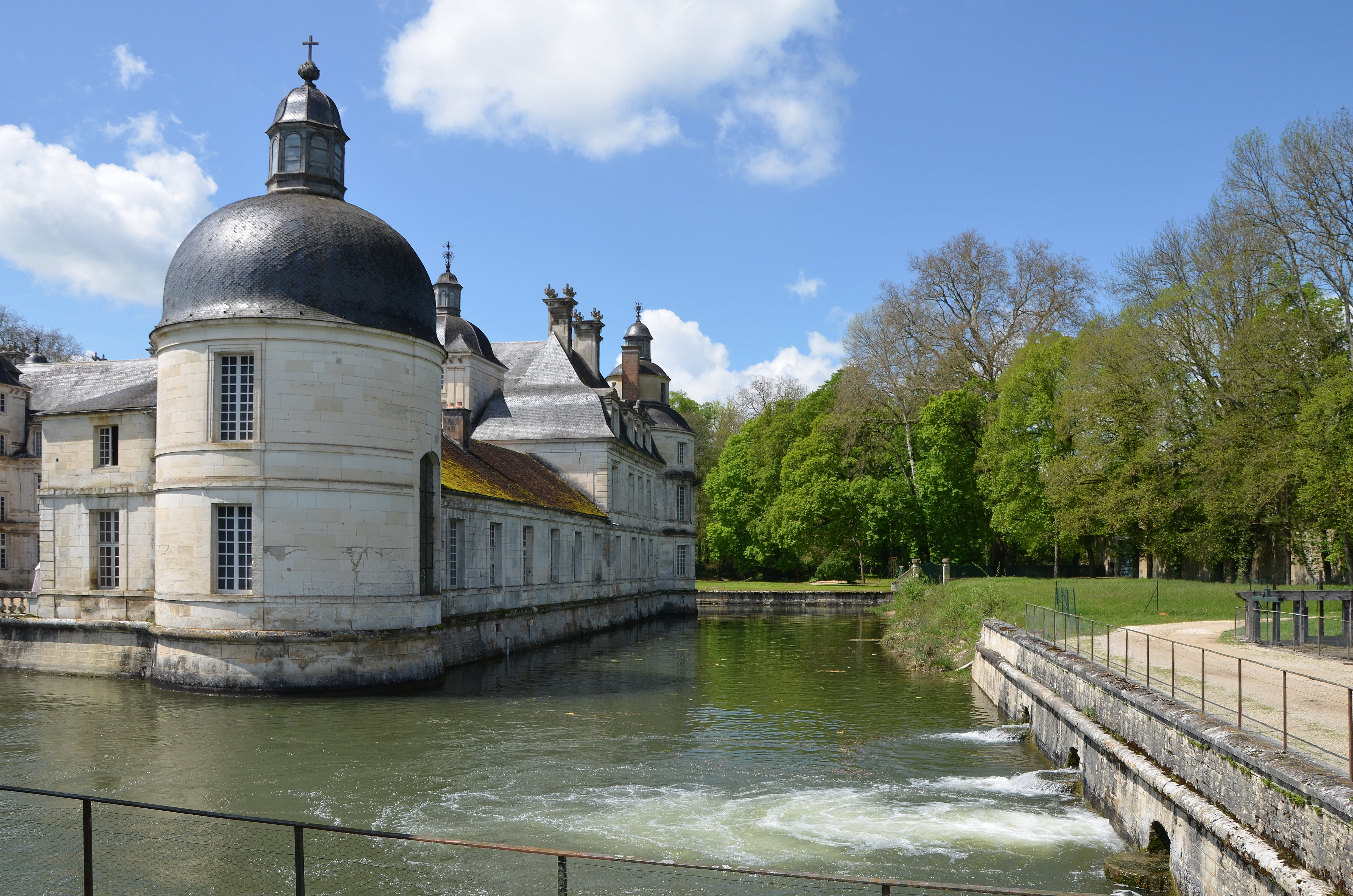
Le grand château.
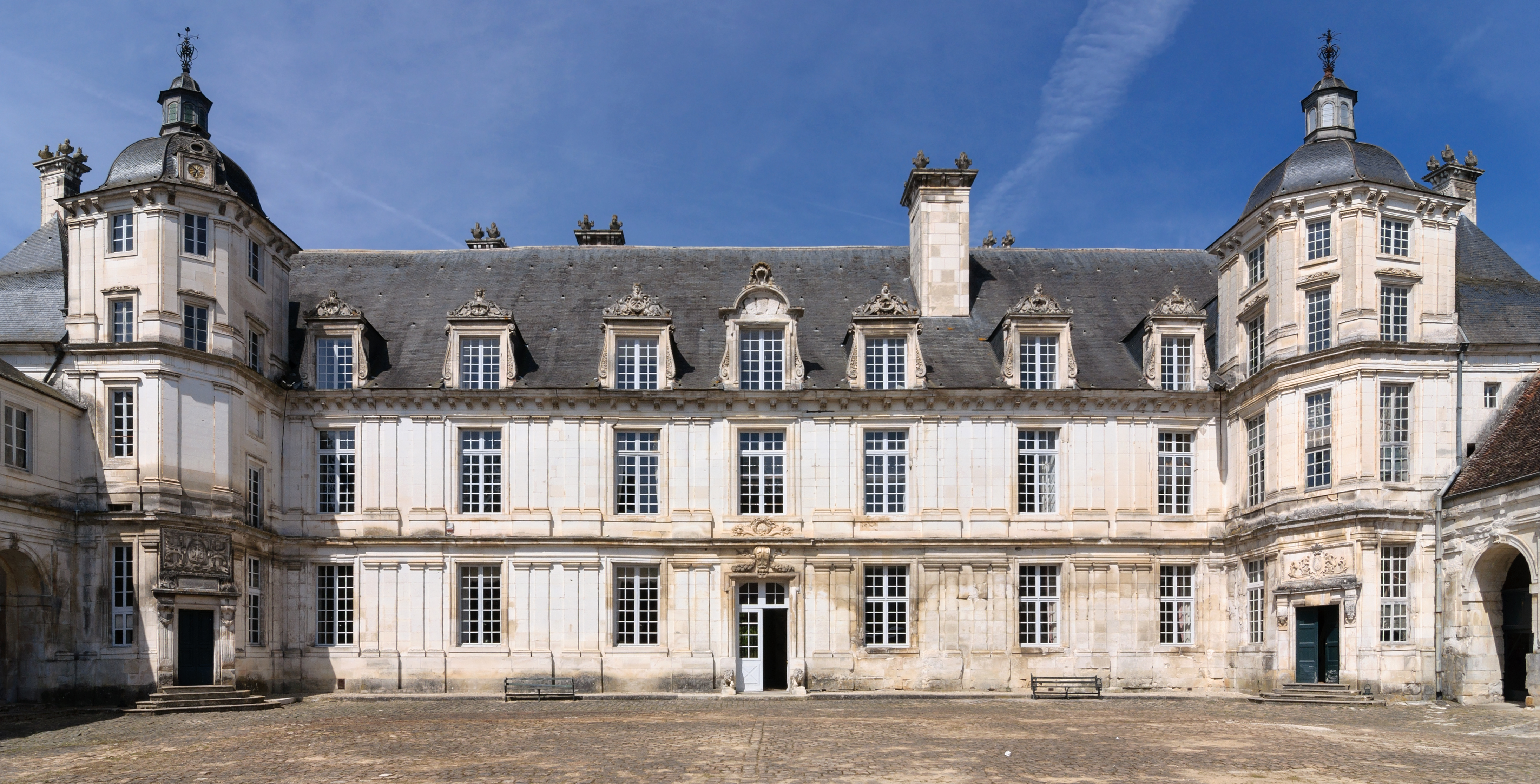
La façade sur cour du grand château.
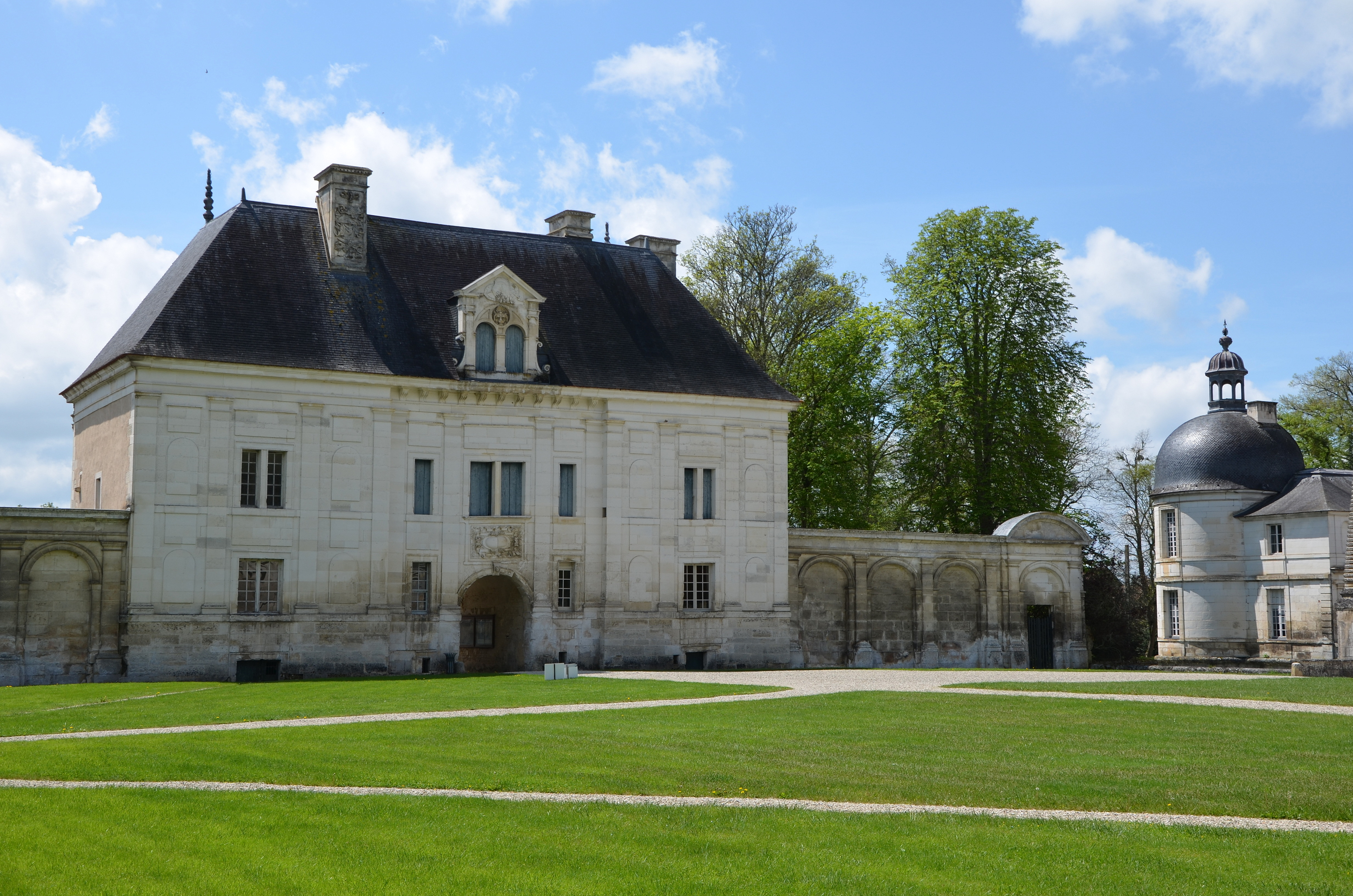
Le petit château.
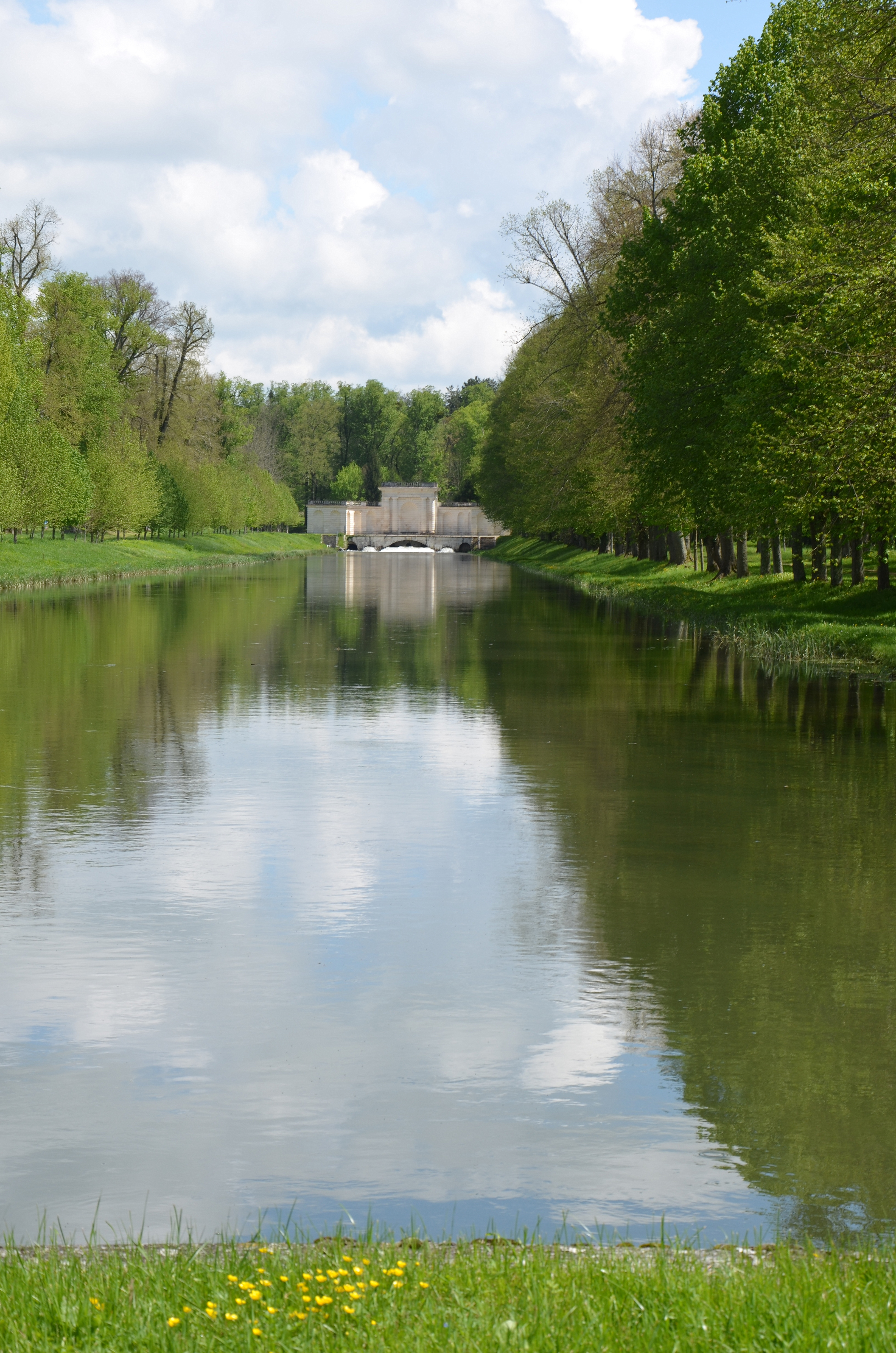
Le grand canal.
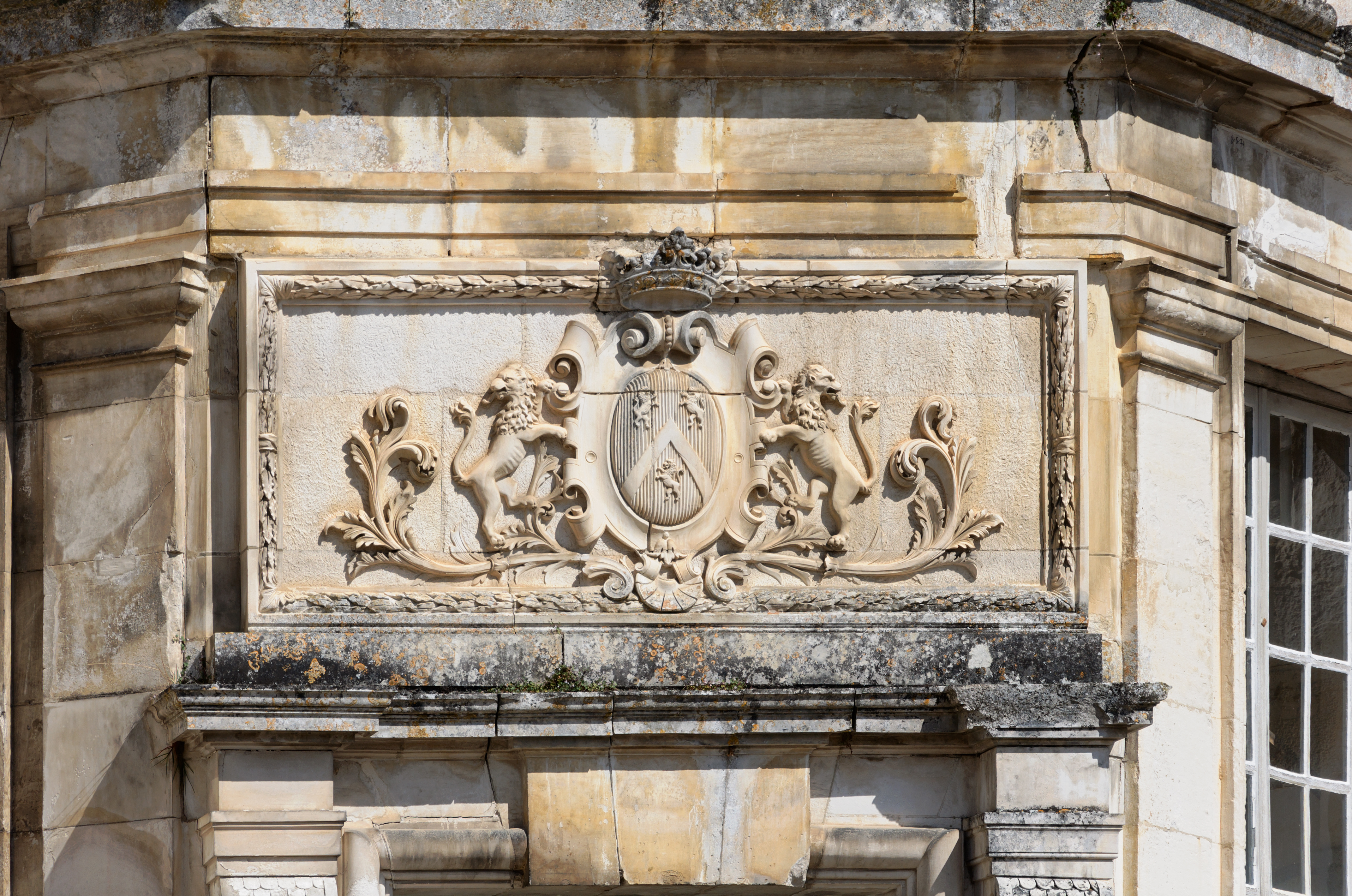
Armes des Thévenin, marquis de Tanlay.
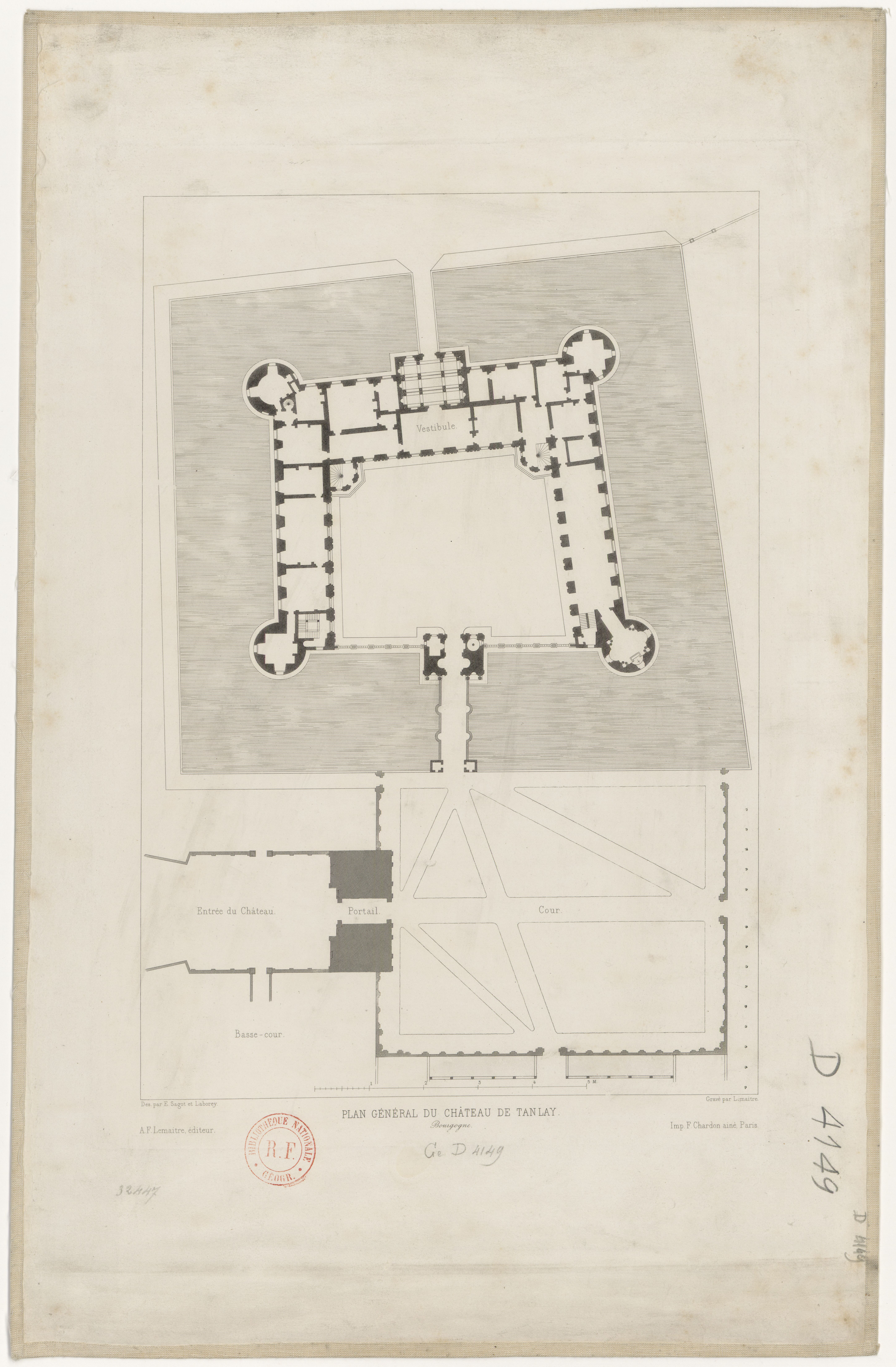
Sur plan en 1840 par Lemaître et Sagot.